# 23265 von Wurden
23265 von Wurden è un asteroide della fascia principale. Scoperto nel 2000, presenta un'orbita caratterizzata da un semiasse maggiore pari a 2,5294929 UA e da un'eccentricità di 0,0832588, inclinata di 2,62026° rispetto all'eclittica.